# Ann Cunningham
Ann Cunningham, markisinna av Hamilton, född 1580, död 1646, var en skotsk adelsdam. Hon är berömd för sitt deltagande i Slaget vid Berwick 5 juni 1639, där hon ledde en könsblandad trupp soldater mot engelsmännen. 
Hon var dotter till James Cunningham, 7th Earl of Glencairn, och Margaret Campbell of Glenurquhy, och gifte sig med James Hamilton, 2:e markis av Hamilton 1603. 
Ann Cunningham var känd för sitt försvar av den presbryterianska kyrkan i Skottland mot Karl I av Englands försök att konvertera Skottland till anglikanismen, och för sitt ledarskap inom National Coventant resistance movement. Hennes son James Hamilton, 1:e hertig av Hamilton valde att slåss på Karl I:s sida mot Skottland och ledde en armé för att landstiga i Skottland. Cunningham organiserade försvaret av stranden och förklarade offentligt att hon egenhändigt ämnade skjuta mot sin son om han landsteg. Enligt legenden misslyckades han att landstiga på grund av sin mors hot, men det bedöms också ha legat militär orsaker bakom. 
Ann Cunningham samlade en kavalleritrupp och anförde dem personligen i strid i Slaget vid Berwick 5 juni 1639. Slaget försäkrade Skottland rätten till sin egen kyrka och parlament. 